# Cubry-lès-Faverney
Cubry-lès-Faverney ist eine Gemeinde im französischen Département Haute-Saône in der Region Bourgogne-Franche-Comté.

## Geographie
Cubry-lès-Faverney liegt auf einer Höhe von 233 m über dem Meeresspiegel, fünf Kilometer nordnordöstlich von Faverney und etwa 21 Kilometer nördlich der Stadt Vesoul (Luftlinie). Das Dorf erstreckt sich im nördlichen Teil des Departements, in der Mulde des Ruisseau des Canes, am nördlichen Rand der breiten Talebene der Lanterne.
Die Fläche des 5,59 km² großen Gemeindegebiets umfasst einen Abschnitt in der leicht gewellten Landschaft nördlich der Talebene der Lanterne. Von Norden nach Süden wird das Gebiet von der Talung des Ruisseau des Canes durchquert, der nordwestlich des Dorfes zu mehreren Weihern aufgestaut wird. Die Alluvialniederung liegt auf durchschnittlich 230 m und öffnet sich nach Süden zur Ebene der Lanterne. Landwirtschaftliche Nutzung herrscht hier vor. Die südliche Grenze verläuft entlang dem Bois de Revreuge.
Flankiert wird die Talniederung im Westen vom Haut de Faux (255 m) und im Osten von der Anhöhe des Bois de Cubry (257 m). Nach Norden erstreckt sich das Gemeindeareal über das leicht ansteigende Gelände in die Waldungen von Grand Bois, Bois de la Chapelle und bis auf die Südabdachung des Fougermont. Hier wird mit 305 m die höchste Erhebung von Cubry-lès-Faverney erreicht. In geologisch-tektonischer Hinsicht besteht das Gebiet aus einer Wechsellagerung von sandig-mergeligen und kalkigen Sedimenten, die während der Lias (Unterjura) abgelagert wurden. An einigen Orten tritt auch Muschelkalk der mittleren Trias zutage.
Nachbargemeinden von Cubry-lès-Faverney sind Saint-Rémy-en-Comté im Norden, Bourguignon-lès-Conflans im Osten, Mersuay im Süden sowie Menoux im Westen.

## Geschichte
Erstmals urkundlich erwähnt wird Cubry im Jahr 1276. Im Mittelalter gehörte das Dorf zur Freigrafschaft Burgund und darin zum Gebiet des Bailliage d’Amont. Die lokale Herrschaft hatte das Kloster Faverney inne. Zusammen mit der Franche-Comté gelangte der Ort mit dem Frieden von Nimwegen 1678 definitiv an Frankreich. Heute ist Cubry-lès-Faverney Mitglied des Gemeindeverbandes Terres de Saône.

## Sehenswürdigkeiten
Die Kirche Nativité de Saint-Jean-Baptiste wurde im 18. Jahrhundert neu erbaut und 1978 restauriert. Zur bemerkenswerten Ausstattung gehören die Statuen Marias und Johannes des Täufers (17. Jahrhundert), Mobiliar und Gemälde und ein reich skulptierter Altar (18. Jahrhundert) sowie zeitgenössische Glasfenster.
Das überdachte Lavoir am Ruisseau des Canes, das einst als Waschhaus und Viehtränke diente, ist mit einer Straßenbrücke zusammengebaut.

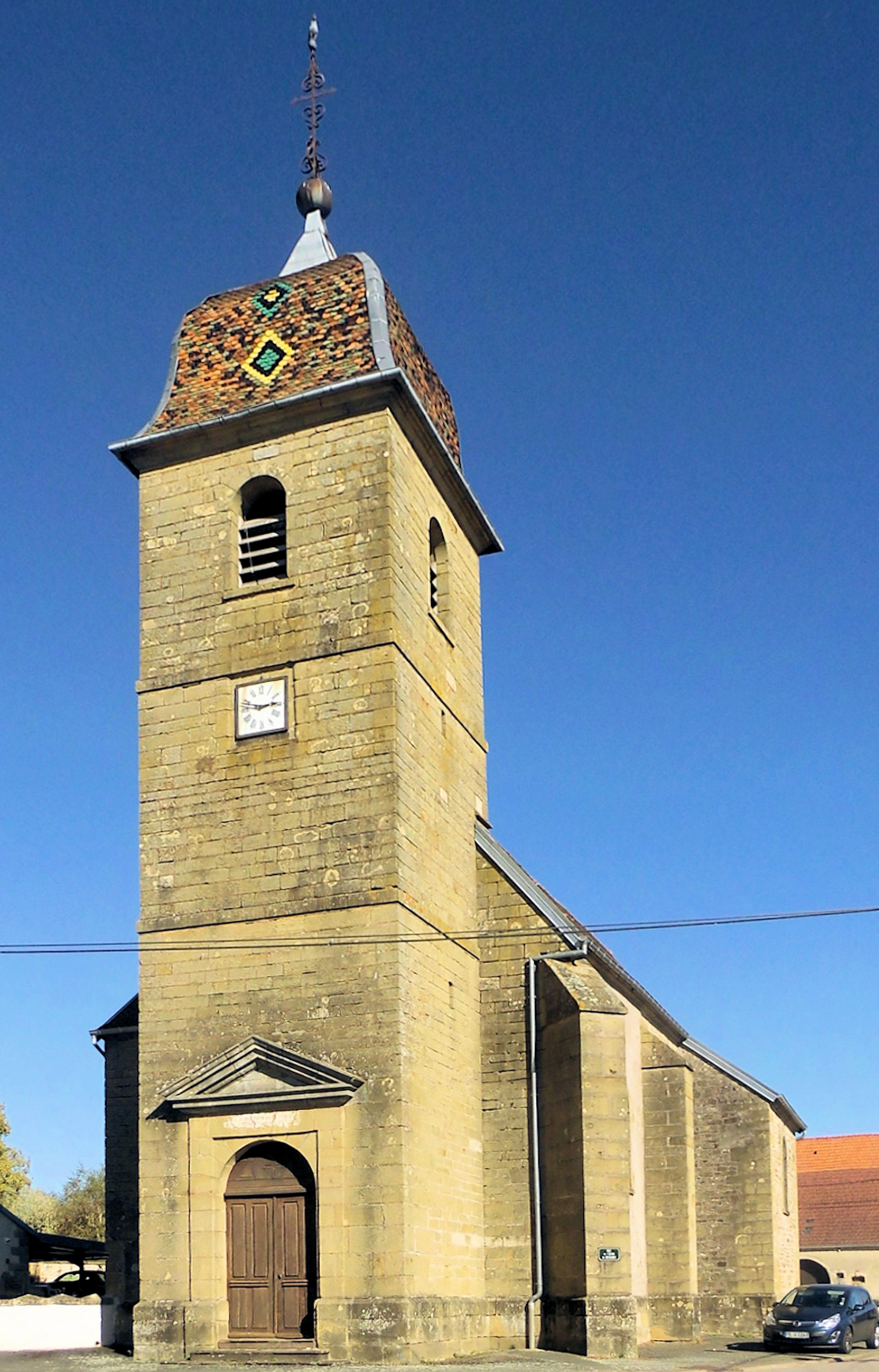
Kirche Nativité de Saint-Jean-Baptiste
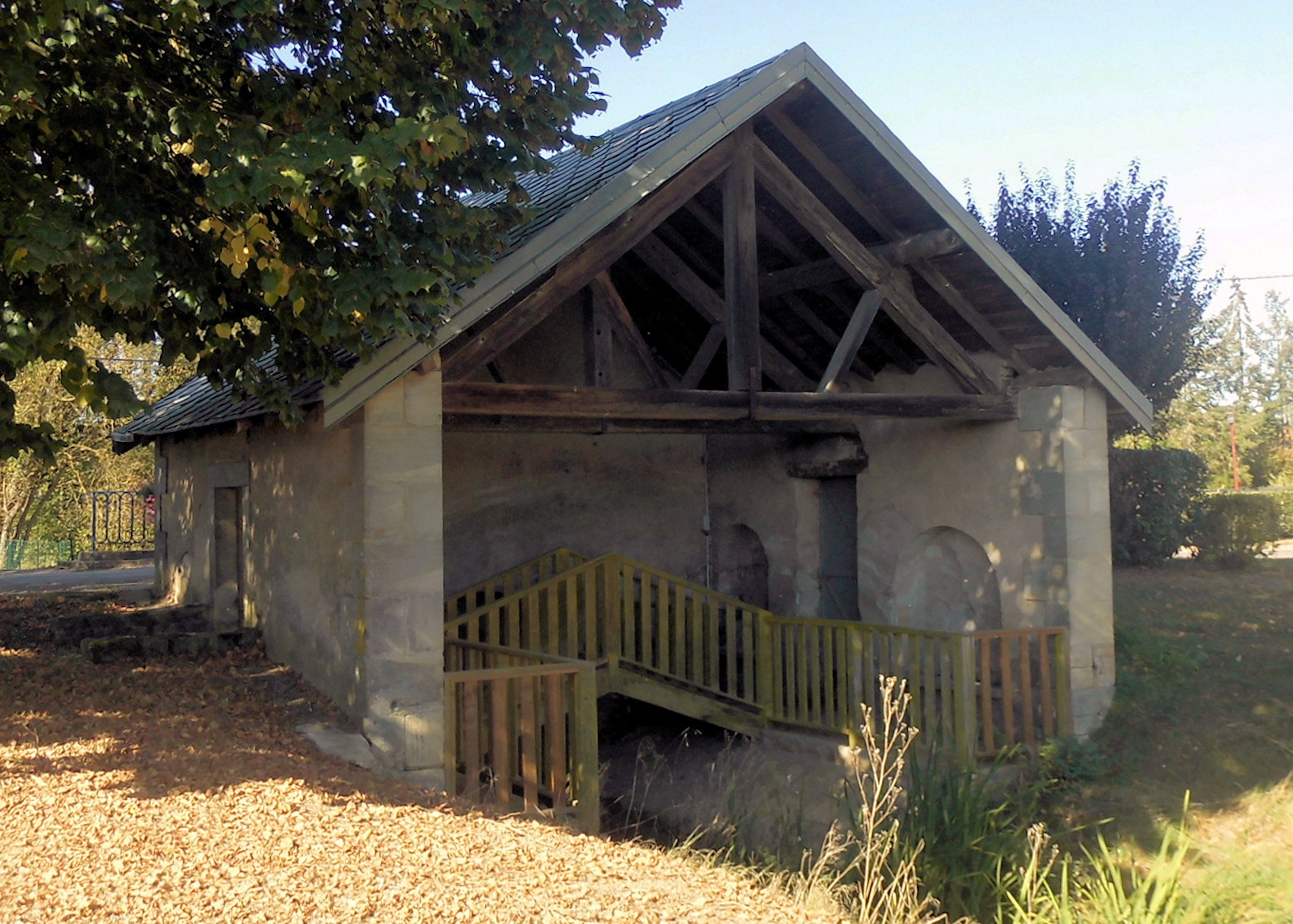
Lavoir

## Bevölkerung
| Jahr                       | 1962 | 1968 | 1975 | 1982 | 1990 | 1999 | 2006 |
| Einwohner                  | 107  | 115  | 121  | 128  | 131  | 114  | 97   |
| Quellen: Cassini und INSEE |      |      |      |      |      |      |      |

Mit 186 Einwohnern (1. Januar 2022) gehört Cubry-lès-Faverney zu den kleinsten Gemeinden des Département Haute-Saône. Nachdem die Einwohnerzahl in der ersten Hälfte des 20. Jahrhunderts deutlich abgenommen hatte (1881 wurden noch 230 Personen gezählt), wurden seit Beginn der 1950er Jahre nur noch relativ geringe Schwankungen verzeichnet.

## Wirtschaft und Infrastruktur
Cubry-lès-Faverney war bis weit ins 20. Jahrhundert hinein ein vorwiegend durch die Landwirtschaft (Ackerbau, Obstbau und Viehzucht) und die Forstwirtschaft geprägtes Dorf. Heute gibt es einige Betriebe des lokalen Kleingewerbes, vor allem in den Branchen Holzverarbeitung und Landmaschinenbau. In den letzten Jahrzehnten hat sich das Dorf zu einer Wohngemeinde gewandelt. Viele Erwerbstätige sind deshalb Wegpendler, die in den größeren Ortschaften der Umgebung ihrer Arbeit nachgehen.
Die Ortschaft liegt abseits der größeren Durchgangsachsen an einer Departementsstraße, die von Menoux nach Bourguignon-lès-Conflans führt. Weitere Straßenverbindungen bestehen mit Mersuay und Anchenoncourt.